# Nepterotaea furva
Nepterotaea furva là một loài bướm đêm trong họ Geometridae.